# Laur
Laur (Bayan ng Laur) är en kommun i Filippinerna. Kommunen ligger på ön Luzon, och tillhör provinsen Nueva Ecija. Folkmängden uppgår till 26 902 invånare.

## Barangayer

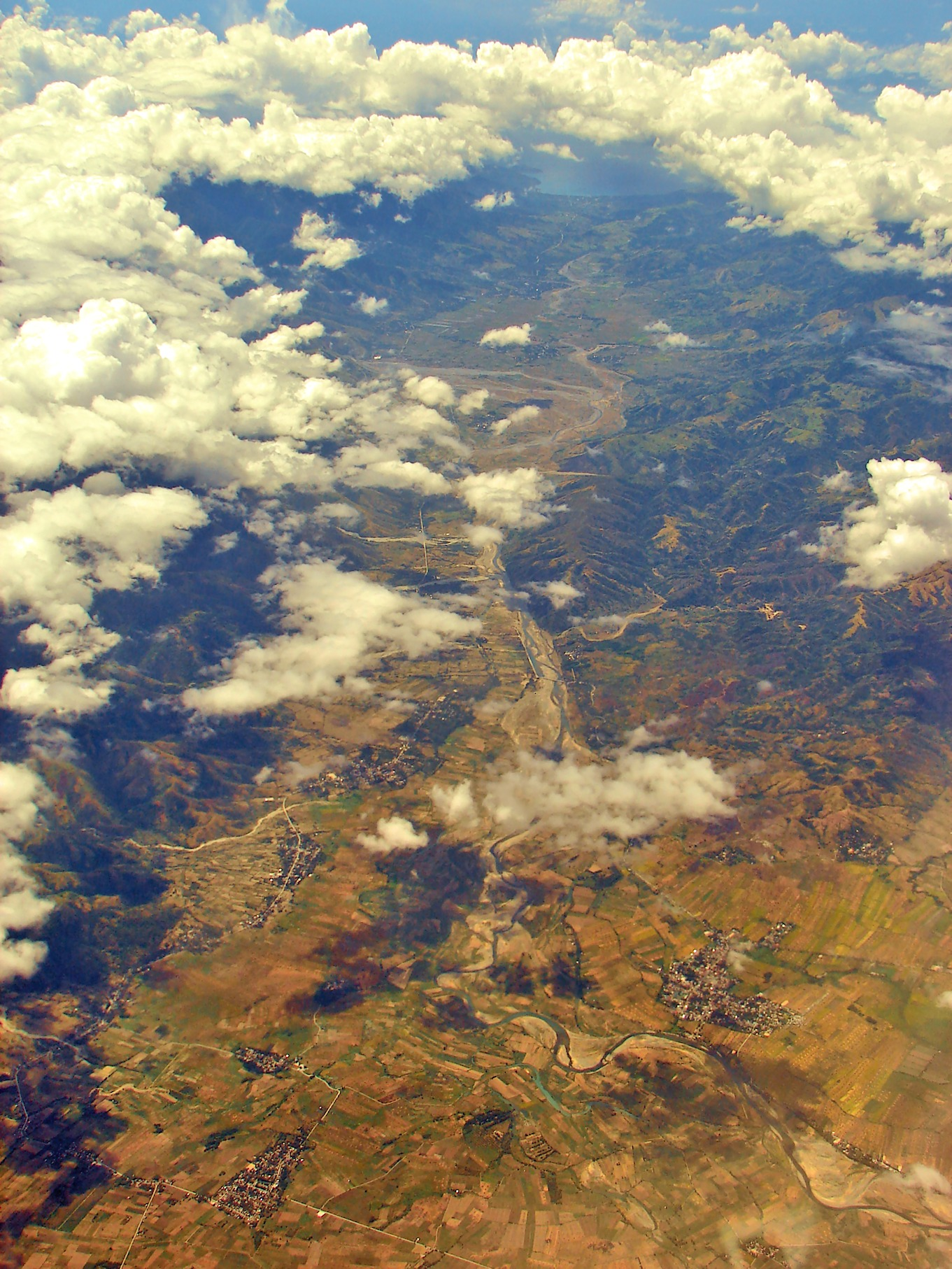

Laur är indelat i 17 barangayer.
| - Barangay I (Pob.) - Barangay II (Pob.) - Barangay III (Pob.) - Barangay IV (Pob.) - Betania - Canantong - Nauzon - Pangarulong - Pinagbayanan | - Sagana - San Fernando - San Isidro - San Josef - San Juan - San Vicente - Siclong - San Felipe |